# Campionato mondiale femminile under 17 di calcio 2010
Il Campionato mondiale femminile under 17 di calcio 2010 è stato giocato a Trinidad e Tobago tra il 5 e il 25 settembre 2010. È stata la seconda edizione del torneo mondiale riservato alle calciatrici Under-17 e vi hanno potuto partecipare solo le giocatrici nate dopo il 1º gennaio 1993.
Il torneo è stato vinto dalla Corea del Sud.

## Città e stadi
| Port of Spain           | Malabar (Arima)                                           | Couva                |
| ----------------------- | --------------------------------------------------------- | -------------------- |
| Hasely Crawford Stadium | Larry Gomes Stadium                                       | Ato Boldon Stadium   |
| Capienza: 27.000        | Capienza: 10.000                                          | Capienza: 10.000     |
|                         |                                                           |                      |
| Marabella               | Port of Spain Malabar (Arima) Couva Marabella Scarborough | Scarborough          |
| Manny Ramjohn Stadium   | Port of Spain Malabar (Arima) Couva Marabella Scarborough | Dwight Yorke Stadium |
| Capienza: 10.000        | Port of Spain Malabar (Arima) Couva Marabella Scarborough | Capienza: 7.500      |
|                         | Port of Spain Malabar (Arima) Couva Marabella Scarborough |                      |

## Squadre
| Confederazione                                        | Torneo di Qualificazione                                   | Qualificate                           |
| ----------------------------------------------------- | ---------------------------------------------------------- | ------------------------------------- |
| AFC (Asia)                                            | Campionato asiatico femminile under 16 di calcio 2009      | Corea del Nord Giappone Corea del Sud |
| CAF (Africa)                                          | Campionato africano femminile under 17 di calcio 2010      | Nigeria Ghana Sudafrica               |
| CONCACAF (America Centrale, Settentrionale e Caraibi) | Campionato nordamericano femminile under 17 di calcio 2010 | Canada Messico                        |
| CONMEBOL (Sud America)                                | Campionato sudamericano femminile under 17 di calcio 2010  | Brasile Cile Venezuela                |
| UEFA (Europa)                                         | Campionato europeo femminile under 17 di calcio 2010       | Spagna Irlanda Germania               |
| Nazione ospitante                                     | Nazione ospitante                                          | Trinidad e Tobago                     |

## Fase a gruppi

### Gruppo A
| Squadra           | G | V | P | S | GF | GS | DR | P.ti |
| ----------------- | - | - | - | - | -- | -- | -- | ---- |
| Nigeria           | 3 | 3 | 0 | 0 | 10 | 3  | +7 | 9    |
| Corea del Nord    | 3 | 2 | 0 | 1 | 6  | 3  | +3 | 6    |
| Trinidad e Tobago | 3 | 1 | 0 | 2 | 3  | 4  | -1 | 3    |
| Cile              | 3 | 0 | 0 | 3 | 1  | 10 | -9 | 0    |

Gli orari degli incontri sono in UTC-4.
| Arbitro: | Kirsi Heikkinen |

|                                          |           |                                   |
| Ngozi Okobi 3’, 79’ Francisca Ordega 77’ | Marcatori | 28’ Kim Su-gyong 58’ Kim Kum-jong |

| Arbitro: | Gyöngyi Gaál |

|                                   |           |                   |
| Diarra Simmons 9’ Liana Hinds 80’ | Marcatori | 83’ Iona Rothfeld |

| Arbitro: | Finau Vulivuli |

|                                               |           |  |
| Kim Kum-jong 44’, 73’ Pong Son-hwa 85’ (rig.) | Marcatori |  |

| Arbitro: | Tanja Schett |

|                 |           |                                       |
| Liana Hinds 36’ | Marcatori | 28’ Francisca Ordega 86’ Loveth Ayila |

| Arbitro: | Thalia Mitsi |

|                 |           |  |
| Kim Su-gyong 3’ | Marcatori |  |

| Arbitro: | Michelle Pye |

|  |           |                                                                  |
|  | Marcatori | 15’ Francisca Ordega 41’, 51’, 72’Loveth Ayila 90+1’ Ngozi Okobi |

### Gruppo B
| Squadra       | G | V | P | S | GF | GS | DR  | P.ti |
| ------------- | - | - | - | - | -- | -- | --- | ---- |
| Germania      | 3 | 3 | 0 | 0 | 22 | 1  | +21 | 9    |
| Corea del Sud | 3 | 2 | 0 | 1 | 7  | 5  | +2  | 6    |
| Messico       | 3 | 1 | 0 | 2 | 5  | 13 | -8  | 3    |
| Sudafrica     | 3 | 0 | 0 | 3 | 2  | 17 | -15 | 0    |

Gli orari degli incontri sono in UTC-4.
| Arbitro: | Sachiko Yamagishi |

|                                                                            |           |  |
| Lotzen 4’, 35’ Petermann 12’, 13’, 72’ Malinowski 42’, 55’, 66’ Demann 47’ | Marcatori |  |

| Arbitro: | Tanja Schett |

|                |           |                                        |
| Seoposenwe 53’ | Marcatori | 37’, 56’ Yeo Min-ji 77’ Shin Dam-yeong |

| Arbitro: | Michelle Pye |

| |           |                |
| Lotzen 12’ Malinowski 19’, 29’, 36’, 57’ Leupolz 24’, 25’ Petermann 35’, 37’ Seoposenwe 45’ (autogol) | Marcatori | 31’ Seoposenwe |

| Arbitro: | Estela Alvarez |

|                                                            |           |          |
| Kim Na-Ri 27’ Yeo Min-ji 40’ Kim Da-hye 76’ Lee Yoo-na 90’ | Marcatori | 37’ Pina |

| Arbitro: | Shane de Silva |

|  |           |                                        |
|  | Marcatori | 72’ Schmid 76’ Lotzen 90+3’ Chojnowski |

| Arbitro: | Esther Staubli |

|                                            |           |  |
| Solis 21’ Sanchez 51’ Murillo 68’ Pina 77’ | Marcatori |  |

### Gruppo C
| Squadra       | G | V | P | S | GF | GS | DR | P.ti |
| ------------- | - | - | - | - | -- | -- | -- | ---- |
| Spagna        | 3 | 3 | 0 | 0 | 9  | 3  | +6 | 9    |
| Giappone      | 3 | 2 | 0 | 1 | 13 | 4  | +9 | 6    |
| Venezuela     | 3 | 1 | 0 | 2 | 3  | 9  | −6 | 3    |
| Nuova Zelanda | 3 | 0 | 0 | 3 | 2  | 11 | −9 | 0    |

Gli orari degli incontri sono in UTC-4.
| Arbitro: | Quetzalli Alvarado |

|                                                |           |              |
| Pérez 26’ Putellas 28’ Gutiérrez 41’ Pinel 55’ | Marcatori | 56’ Yokoyama |

| Arbitro: | Thalia Mitsi |

|          |           |               |
| Loye 10’ | Marcatori | 24’, 67’ Viso |

| Arbitro: | Cha Sung Mi |

|          |           |                               |
| Loye 15’ | Marcatori | 4’ Gili 48’ Mérida 86’ Lázaro |

| Arbitro: | Quetzalli Alvarado |

|                                                                         |           |  |
| Kyōkawa 10’, 32’ (rig.), 59’ Y. Tanaka 27’ Yokoyama 70’ Nagashima 90+2’ | Marcatori |  |

| Arbitro: | Kirsi Heikkinen |

|                                                                |           |  |
| Yokoyama 24’, 58’ Y. Tanaka 59’, 89’ M. Tanaka 74’ Honda 90+1’ | Marcatori |  |

| Arbitro: | Therese Sagno |

|              |           |                 |
| Alvarado 74’ | Marcatori | 28’, 83’ Lázaro |

### Gruppo D
| Squadra | G | V | P | S | GF | GS | DR | P.ti |
| ------- | - | - | - | - | -- | -- | -- | ---- |
| Irlanda | 3 | 2 | 0 | 1 | 5  | 2  | +3 | 6    |
| Brasile | 3 | 2 | 0 | 1 | 4  | 2  | +2 | 6    |
| Canada  | 3 | 1 | 0 | 2 | 1  | 3  | −2 | 3    |
| Ghana   | 3 | 1 | 0 | 2 | 1  | 4  | −3 | 3    |

Gli orari degli incontri sono in UTC-4.
| Arbitro: | Wang Jia |

|             |           |                 |
| Killeen 58’ | Marcatori | 4’, 61’ Glaucia |

| Arbitro: | Sung Mi Cha |

|             |           |  |
| Cantave 54’ | Marcatori |  |

| Arbitro: | Sachiko Yamagishi |

|             |           |  |
| Killeen 76’ | Marcatori |  |

| Arbitro: | Esther Staubli |

|           |           |  |
| Danso 22’ | Marcatori |  |

| Arbitro: | Estela Alvarez |

|  |           |                                     |
|  | Marcatori | 5’ Campbell 36’ Donnelly 77’ Gilroy |

| Arbitro: | Gyoengyi Gaal |

|                     |           |  |
| Paula 20’ Thaís 51’ | Marcatori |  |

### Quarti di finale
| Arbitro: | Thalia Mitsi |

|                                              |           |                                                                      |
| Ayila 2’, 103’ Eyebhoria 3’ Okobi 37’, 90+1’ | Marcatori | 15’ Lee Geum-Min 23’, 70’ (rig.), 89’, 98’ Yeo Min-ji 94’ Kim A-Reum |

| Arbitro: | Quetzalli Alvarado |

|  |           |                  |
|  | Marcatori | 44’ Kim Kum-Jong |

| Arbitro: | Sachiko Yamagishi |

|                        |           |                      |
| Pinel 35’ Calderón 65’ | Marcatori | 76’ (autogol) Andrés |

| Arbitro: | Michelle Pye |

|                |           |                                 |
| O'Sullivan 53’ | Marcatori | 34’ (rig.) Naomoto 66’ Yokoyama |

### Semifinali
| Arbitro: | Michelle Pye |

|                                |           |              |
| Yeo Min-ji 25’ Joo Soo-Jin 39’ | Marcatori | 23’ Sampedro |

| Arbitro: | Gyoengyi Gaal |

|                  |           |                         |
| Kim Kum-Jong 59’ | Marcatori | 69’ Takagi 70’ Yokoyama |

### Finale per il terzo posto
| Arbitro: | Quetzalli Alvarado |

|           |           |  |
| Pinel 56’ | Marcatori |  |

### Finale
| Arbitro: | Kirsi Heikkinen |

|                                                                      |                      |                                                |
| Lee Jung-eun 6’ Kim A-reum 45+1’ Lee So-dam 79’                      | Marcatori            | 11’ Naomoto 17’ Y. Tanaka 57’ Katō             |
| Lee Jung-eun Yeo Min-ji Lee So-dam Kim Da-hye Kim A-reum Jang Sel-gi | Tiri di rigore 5 – 4 | Y. Tanaka Wada Nakada Hamada Naomoto Muramatsu |

## Classifica marcatori
| Gol |  |  | Giocatore       | Squadra        |
| --- |  |  | --------------- | -------------- |
| 8   |  |  | Yeo Min-ji      | Corea del Sud  |
| 7   |  |  | Kyra Malinowski | Germania       |
| 6   |  |  | Kumi Yokoyama   | Giappone       |
| 6   |  |  | Loveth Ayila    | Nigeria        |
| 5   |  |  | Lena Petermann  | Germania       |
| 5   |  |  | Ngozi Okobi     | Nigeria        |
| 5   |  |  | Kim Kum-jong    | Corea del Nord |
| 4   |  |  | Lena Lotzen     | Germania       |
| 4   |  |  | Yōko Tanaka     | Giappone       |

## Premi
| Pallone d'oro | Pallone d'argento | Pallone di bronzo |
| ------------- | ----------------- | ----------------- |
| Yeo Min-ji    | Kumi Yokoyama     | Kim Kum-jong      |

| Scarpa d'oro | Scarpa d'argento | Scarpa di bronzo |
| ------------ | ---------------- | ---------------- |
| Yeo Min-ji   | Kyra Malinowski  | Kumi Yokoyama    |

| Premio Fair Play FIFA | Guanto d'oro     |
| --------------------- | ---------------- |
| Germania              | Dolores Gallardo |